# Беззвучна устнено-зъбна проходна съгласна
Беззвучната устнено-зъбна проходна съгласна е вид съгласен звук, използван в много говорими езици. В Международната фонетична азбука той се отбелязва със символа f. В българския език това е звукът, обозначаван с „ф“.
Беззвучната устнено-зъбна проходна съгласна се използва в езици като английски (fill, ), испански (fantasma, [fã̠n̪ˈt̪a̠zma̠]), мандарин (飛, [feɪ̯˥]), немски (fade, [ˈfaːdə]), полски (futro, [ˈfut̪rɔ]), руски (орфография, [ɐrfɐˈɡrafʲɪjə]), френски (fabuleuse, [fäbyˈløːz̪]).